# Natalia Mędrzyk
Natalia Mędrzyk (née Kurnikowska le 13 janvier 1992 à Lębork) est une joueuse de volley-ball polonaise. Elle mesure 1,85 m et joue au poste de réceptionneuse-attaquante. Elle totalise 14 sélections en équipe de Pologne.

## Clubs
| Club                 | De        | À         |
| -------------------- | --------- | --------- |
| UKS Jedynka Lębork   |           | 2005-2006 |
| Gedania Gdańsk       | 2006-2007 | 2009-2010 |
| MKS Dąbrowa Górnicza | 2010-2011 | 2010-2011 |
| PLKS Pszczyna        | 2011-2012 | 2011-2012 |
| AZS Białystok        | 2012-2013 | 2012-2013 |
| Muszynianka Muszyna  | 2013-2014 | 2015-2016 |
| Impel Wrocław        | 2016-2017 | 2016-2017 |
| KPS Chemik Police    | 2017-2018 | …         |

## Palmarès

### Équipe nationale
- Jeux européen
  - Finaliste : 2015.

### Clubs
- Championnat de Pologne
  - Vainqueur : 2018, 2020.
- Coupe de Pologne
  - Vainqueur : 2019, 2020.
  - Finaliste : 2014.
- Supercoupe de Pologne
  - Vainqueur : 2019.
  - Finaliste : 2014, 2017, 2018.